# Naemorhedus goral
El goral del Himalaya (Naemorhedus goral) es una especie de mamífero artiodáctilo de la subfamilia Caprinae. Es una cabra montés que vive en peñascos rocosos y se alimenta de bellotas y de pequeñas ramas. Su salto puede llegar fácilmente hasta un metro.
Existen tres variedades de colores en el goral gris: la gris, la castaña y la roja. Se diferencian de acuerdo a la altitud donde viven, variando de 1500 a 4000 m. 
Los machos viven lejos de las hembras y las crías. Pero en noviembre, que es su fecha de apareamiento, los machos se unen a los rebaños. El período de gestación dura de 8 a 9 meses, tras lo que por lo general nace una sola cría. La madre alimenta y cuida a su cría los cuatro primeros meses de vida. 
Su periodo de vida promedio es de quince años y se encuentra desde Siberia Oriental hasta el sudoeste del Tíbet. Su principal depredador es el águila de las montañas.